# Pierre Dulivier
Pierre Dulivier est un administrateur colonial français du XVIIIe siècle, à deux reprises gouverneur général à Pondichéry, principal établissement français de l'Inde de la Compagnie française des Indes orientales. 

## Biographie
Il est issu d'une famille importante de commerçants de Bayonne ayant essaimé à Lyon et à Paris. 
Veuf de Françoise Moisy, il épouse Marie-Monique de Bruix, de Bayonne, avant de repartir pour Pondichéry.
Il est gouverneur général de Pondichéry à deux reprises : du 9 février 1707 au 13 juin 1708, succédant à François Martin, premier gouverneur en 1699, et de 1712 à 1717.

## Sources et bibliographie
- Paul Olagnier, Les Jésuites à Pondichéry et l'affaire Naniapa, Lettres du C.I.D.I.F. no 28/29 [lire en ligne]